# 鬼滅之刃 火之神血風譚
《鬼滅之刃 火之神血風譚》是由CyberConnect2開發、Aniplex發行的動作遊戲，改編自日本漫畫家吾峠呼世晴創作的奇幻漫畫《鬼滅之刃》。遊戲在日本於2021年10月14日在Microsoft Windows、PlayStation 4、PlayStation 5、Xbox One和Xbox Series X/S發售，Steam則定於2021年10月16日發售。2021年10月27日為止於全世界累積銷量超過100萬套。

## 概要
遊戲劇情改編自《鬼滅之刃》動畫第一季《鬼滅之刃 竈門炭治郎 立志篇》以及動畫電影《鬼滅之刃劇場版 無限列車篇》。玩家可以從《鬼滅之刃》本篇以及衍生作品《國中高一貫！！鬼滅學園物語》中登場的18個角色中自由選擇2名角色進行對決。

## 登場角色

### 可玩角色

#### 人類
- 玩家能自由選擇兩位角色。
- 玩家選擇一位人類角色後，不能再選鬼角色搭擋。

- 竈門炭治郎（聲：花江夏樹）
  - 竈門炭治郎（火之神神樂）
  - 竈門炭治郎（鬼滅學園）
- 竈門禰豆子（聲：鬼頭明里）
  - 竈門禰豆子（鬼滅學園）
- 我妻善逸（聲：下野紘）
  - 我妻善逸（鬼滅學園）
- 嘴平伊之助（聲：松岡禎丞）
  - 嘴平伊之助（鬼滅學園）
- 富岡義勇（聲：櫻井孝宏）
  - 富岡義勇（鬼滅學園）
- 鱗瀧左近次（聲：大塚芳忠）
- 錆兔（聲：梶裕貴）
- 真菰（聲：加隈亞衣）
- 胡蝶忍（聲：早見沙織）
  - 胡蝶忍（鬼滅學園）
- 煉獄杏壽郎（聲：日野聰）
- 村田（聲：宮田幸季）

- DLC追加角色

- 宇髄天元（聲：小西克幸）
- 竈門炭治郎（聲：花江夏樹）
  - 竈門炭治郎（遊郭篇）
- 我妻善逸（聲：下野紘）
  - 我妻善逸（遊郭篇）
- 嘴平伊之助（聲：松岡禎丞）
  - 嘴平伊之助（遊郭篇）

#### 鬼（追加可玩角色）
玩家只能選擇一位角色。
- 累（聲：內山昂輝）
- 猗窩座（聲：石田彰）
- 矢琶羽（聲：福山潤）
- 朱紗丸（聲：小松未可子）
- 魘夢（聲：平川大輔）
- 珠世&愈史郎（聲：坂本真綾&山下大輝）
- DLC追加角色
- 竈門禰豆子（聲：鬼頭明里）
  - 竈門禰豆子（鬼化時）
- 墮姬（聲：澤城美雪）
- 妓夫太郎（聲：逢坂良太）

## 外部連結
- 官方网站：日文、繁體中文、英文
- 鬼滅之刃 火之神血風譚的X（前Twitter）（日語）